# Zdena Bratršovská
Zdena Bratršovská (* 13. května 1951 Praha) je česká spisovatelka, básnířka a publicistka. Od roku 1974 tvoří stálý autorský tandem s Františkem Hrdličkou.

## Život
Narodila se 13. května 1951 v Praze v rodině ekonoma a úřednice. V mládí navštěvovala baletní školu v Ústí nad Labem, kde žila až do maturity. V lednu 1969 zorganizovala pěší pochod studentů SVVŠ z Ústí do Prahy na pohřeb Jana Palacha. Zapsala se na Filozofickou fakultu UJEP v Brně (dnešní Filozofická fakulta Masarykovy univerzity), obor sociologie-historie, ale studia po roce zanechala.
V letech 1970–1972 se stala členkou experimentální scény Bílé divadlo, které založil František Hrdlička a které vedl společně s režisérem Milošem Horanským. Tento soubor byl prvou alternativní scénou v Česku. Prostřednictvím improvizace hledal podprahové zdroje tvořivosti a zároveň fungoval jako antropologická laboratoř; členové souboru zkoušeli v poloilegálních podmínkách (nejdéle v břevnovském zámečku Kajetánka a v Chebu). V roce 1972 musel soubor svou činnost z politických důvodů přerušit.
Od roku 1974 zahájili Zdena Bratršovská a František Hrdlička svou literární spolupráci, která trvá dodnes. Jejich prozaický debut Sebranci z roku 1975 koloval jako samizdat mezi studenty a trampy (po roce 1990 vyšel ve třech oficiálních vydáních). Zdena Bratršovská debutovala souborem veršů Džbán bez ucha, který překvapivě prošel cenzurou. Během normalizace žila v Praze; vystřídala řadu zaměstnání, v nichž nebylo nutné spolupracovat s komunistickým režimem (topička, uklízečka, skladnice, archivářka). Od roku 1983 byla ve svobodném povolání.
V roce 1990 byla jmenována do výboru Českého literárního fondu, Obce spisovatelů a PEN klubu. V letech 1990 se spolu s Františkem Hrdličkou aktivně věnovali publicistické činnosti (psali fejetony, eseje a recenze, nejčastěji pro LN, Literární noviny, Tvar, Občanský deník, Český deník), přispívali do Českého rozhlasu (Živá slova, Pro tento čas, Excerpta) a natočili několik televizních dokumentů. Oba autoři byli vždy bezpartijní.
Jejich dílo je obsáhlé a žánrově pestré. Kritici hovoří o magickém realismu, o dramatickém spádu a psychologické přesvědčivosti. Náměty příběhů jsou vesměs fiktivní, výjimku tvoří jen autobiografické vyprávění O kočkách a lidech. Jejich prózy byly přeloženy do slovenštiny, do němčiny, do angličtiny a do finštiny. Ukázky ze své tvorby četli na Slovensku, v Německu, v Holandsku, v Kanadě a v USA.

## Dílo

### Próza
- Sebranci, román , samizdat 1976; Favia International 1991 a 1993; Protis 2007 / překlad Alice Pištěková: The Othered, Kindle Amazon 2015, anglicky
- Budík pro Šípkové Růženky, novelistický triptych, Československý spisovatel 1986
- Hotel Rezeda, román, Melantrich 1987; přepracované vydání pod názvem Báječný hotel Rezeda, Akropolis 2009 s doslovem Jana Suka
- Cesta k močálu a jiné prózy, experimentální texty, Klub osvobozeného samizdatu a Pragma 1994.
- Samé milé pitvorky, povídky a básnické balady, Český spisovatel 1994; Paper Jam Milan Hodek 2017 / překlad Eva Bauer, Lauter nette Ungeheuer, Kindle Amazon 2015, německy
- O dvou písařích, dvě novely, Akropolis 1995.
- Scény z mužského života, novelistický triptych, Hynek 1996 s doslovem Petra Bílka
- Rezavá léta, román , Academia 2000 s doslovem Jana Suka
- Renáta nad hlavou a jiné povídky, Akropolis 2007
- Hlasy k podkování, výbor z rozhlasových her, Protis 2010 s předmluvou Miloše Horanského
- O kočkách a lidech, autobiografické vyprávění, Paper Jam Milan Hodek 2014
- Kufr s milenkami a jiné příběhy, povídky a novely, Paper Jam Milan Hodek 2015 s doslovem Jana Suka

### Sbírky básní
- Džbán bez ucha, Mladá fronta 1984
- Městské šance, Československý spisovatel 1995
- Chůdy po předcích, Mladá fronta 1986
- Klínopis v notesu, Československý spisovatel 1986
- Netopýr v podkroví, Mladá fronta 1987]; H+H 2005 s předmluvou Vladimíra Justla

### Publicistické tituly
- Jak chutná nezávislost, 33 výpovědí o totalitě, Votobia 1998
- Politikův umělec a umělcův politik, eseje a fejetony, Votobia 2002
- Soumrak utopií, eseje, Akropolis 2011

### Dramatická tvorba
- Horká krajina, divadelní hra, Dilia 1989
- Nebásni a hraj, rozhlasová hra, Slovenský rozhlas (premiéra 23.4. 1984, rež. Eva Galandová)
- Setkání na hvězdárně, rozhlasová hra, Slovenský rozhlas (premiéra 25.3. 1985, rež. Milan Semík)
- Noční jízda, rozhlasová hra, Slovenský rozhlas (premiéra 29.12. 1988, rež. Magda Grandtnerová)
- Nashledanou, pane profesore, Slovenský rozhlas (premiéra 25.8. 1991, rež. Vladimír Rusko ml.)
- Pomocníci u plotu, rozhlasová hra, Slovenský rozhlas (premiéra 15.3. 1993, rež. Magda Grandtnerová)
- Pac a kvinde, rozhlasová hra, Slovenský rozhlas (premiéra 16.5. 1996, rež. Magda Grandtnerová)
- Minutové hry, Český rozhlas 2013-2014
  - Kdo chová kočku
  - Kdo leze na půdu
  - Kdo kopá jámu
  - Kdo neumí brečet
  - Kdo pomáhá slepci

### Odborné tituly
- Zpráva o Bílém divadle, H+H 1998

### Televizní dokumenty
- Příběh skautského totemu, cyklus Lapidárium 1995
- Příběh kukátka Mistra Suka, cyklus Lapidárium 1996
- Příběh kamery Šlechtovky, cyklus Lapidárium 1997

### Písňové texty
- Bob Frídl, Stopatnáct havranů (původně psané pro Mejlu Hlavsu z kapely The Plastic People), Carpe diem Michal Huvar 2005

### Překlady
- verše knižně
  - W. Schiffer Chladně svítí slunce (Ježek 2002);
  - I. Weberová Nedokončené verše (soukromé vydání, Terezínské muzeum 2008)
- dramata
  - Don Juan se vrací z války

### Editorská činnost
- Petr Hrubý, Osudné iluze, čeští spisovatelé a komunismus 1917–1987, Ježek 2000
- Miloš Horanský, Amortale, Torst 2006

## Ocenění
- prémie Českého literárního fondu za sbírku Městské šance, 1986
- tvůrčí odměna Českého literárního fondu za Sebrance, 1992
- tvůrčí stipendium Künstledorf Schöppingen, 1998
- tvůrčí stipendium Hawthornden Castle, 1998
- ocenění v mezinárodní soutěži Münsteraner Literaturmeisterschaft za Samé milé pitvorky, 1998
- mimořádná odměna Nadace ČLF za Zprávu o Bílém divadle, 1999